# TISAX
A TISAX® (Trusted Information Security Assessment Exchange)  az autóipar számára kifejlesztett információbiztonsági követelményrendszer. (A TISAX® az ENX Association terméke és bejegyzett védjegye [forrás?]).

## Jellemzői
A TISAX® követelményrendszerének alapját az ISO/IEC 27001 alapú információbiztonsági irányítási rendszer követelményrendszere alkotta, amit azonban kiegészítettek az autóipari gyártó vállalatok speciális információbiztonsági elvárásaival. A TISAX® első verziójának struktúrája még követte az ISO/IEC 27001:2013 szabvány ’A mellékletének’ terminológiáját, azonban a 2020-ben megjelenő újabb TISAX® verzióktól kezdve már szakítottak ezzel a struktúrával. A TISAX® követelményrendszere egyszerre két részből áll: 
- A szakmai kontrollokból, amely 3 nagy modulban (információbiztonság, prototípus-védelem és adatvédelem) számos információbiztonsági területet (mint folyamatot) határoz meg, amelyekhez felsorolja a teljesítendő biztonsági szempontokat (mint kontrollokat). Ezeket a követelményeket mindegyiket teljesíteni kell tudni a megfeleléshez.
- Mindegyik terület – mint folyamat – működését egy ötlépcsős képesség-érettségi modell harmadik szintjének megfelelő érettségi szinten kell teljesíteni tudni. (Ennek az ötlépcsős modellnek az eredete közvetlenül az A-SPICE, (azaz az Automotive Software Process Improvement and Capability Determination).

A TISAX® rendszert az ENX Association szervezet központilag irányítja, és ő tartja fenn az ENX TISAX portált, ahol a TISAX® működési elvét és követelményeit nyilvánosan publikálja. Ezek az információk a TISAX kézikönyv, amely mintegy 100 oldalon a TISAX® rendszerben való részvétel módját és feltételeit mutatja be részletesen, továbbá a VDA ISA (Information Security Assessment) csekklista, amely táblázatos formában a teljesítendő követelményeket tartalmazza. A portálon megtalálható még néhány kapcsolódó szakmai ajánlás is.
Továbbá erre a honlapra regisztrálhatnak be az ENX szervezetnek a TISAX® rendszerrel kapcsolatos ügyfelei, akik magukat eszerint tanúsítani akarják, akik ezt a tanúsítást a beszállítóiktól elvárják, és maguk a TISAX®-ot tanúsító szervezetek is. Az egész folyamat és minden kommunikációja ezen a portálon zajlik. Az autóipari beszállítók – beleértve a beszállítói lánc bármely szintjét, – ezen a portálon keresztül regisztrálhatnak, az ezen a portálon megadott tanúsítók közül választhatnak tanúsító szervezetet maguknak, majd az ENX szisztémája által előírt módon lefolytatott auditok (Assessments) által elért eredményeik is ezen a portálon jelennek meg. Az autóipari beszállítók ezen a portálon oszthatják meg  tanúsításaik eredményeit a  megrendelőik felé. A regisztrált autóipari megrendelők is erről a portálról ellenőrizhetik, hogy  a beszállítóik megfelelnek-e a TISAX® általi követelményeknek.